# Букар-садонг
Букар-садонг (Buka, Bukar, Bukar Sadong, Bukar Sadong Bidayuh, Bukar Sadung Bidayah, Sabutan, Sadong, Sadung, Serian, Tebakang) — находящийся под угрозой исчезновения язык даяков букар-садонг, которые проживают в 30 или более деревнях округа Сериан области Самарахан штата Саравак в Малайзии, а также на горе Чемару, около границы с штатом Саравак; в округах Санггау и Синтанг провинции Западный Калимантан в Индонезии.
У букар-садонг есть следующие диалекты: букар-бидаюх (бидаюх, бидаях, бидею), букар-садонг, букар-садунг-бидаюх и ментух-тапух. Письмо на основе латиницы было разработано около 2005 года.